# Altrip
Altrip is een gemeente in de Duitse deelstaat Rijnland-Palts, gelegen in de Rhein-Pfalz-Kreis. De plaats telt 7.698 inwoners.
Altrip ligt ten zuiden van Ludwigshafen op de linkeroever (westoever) van de Rijn tegenover Mannheim en is de meest oostelijk gelegen plaats van de Pfalz.
Op deze plaats werd onder de Romeinse keizer Flavius Valentinianus in 369 de verstrekte plaats Alta Ripa (hoge oever) gesticht.
Altrip ·
Beindersheim ·
Birkenheide ·
Bobenheim-Roxheim ·
Böhl-Iggelheim ·
Dannstadt-Schauernheim ·
Dudenhofen ·
Fußgönheim ·
Großniedesheim ·
Hanhofen ·
Harthausen ·
Heßheim ·
Heuchelheim bei Frankenthal ·
Hochdorf-Assenheim ·
Kleinniedesheim ·
Lambsheim ·
Limburgerhof ·
Maxdorf ·
Mutterstadt ·
Neuhofen ·
Otterstadt ·
Rödersheim-Gronau ·
Römerberg ·
Schifferstadt ·
Waldsee